# Museumsnetzwerk „Antike in Bayern“

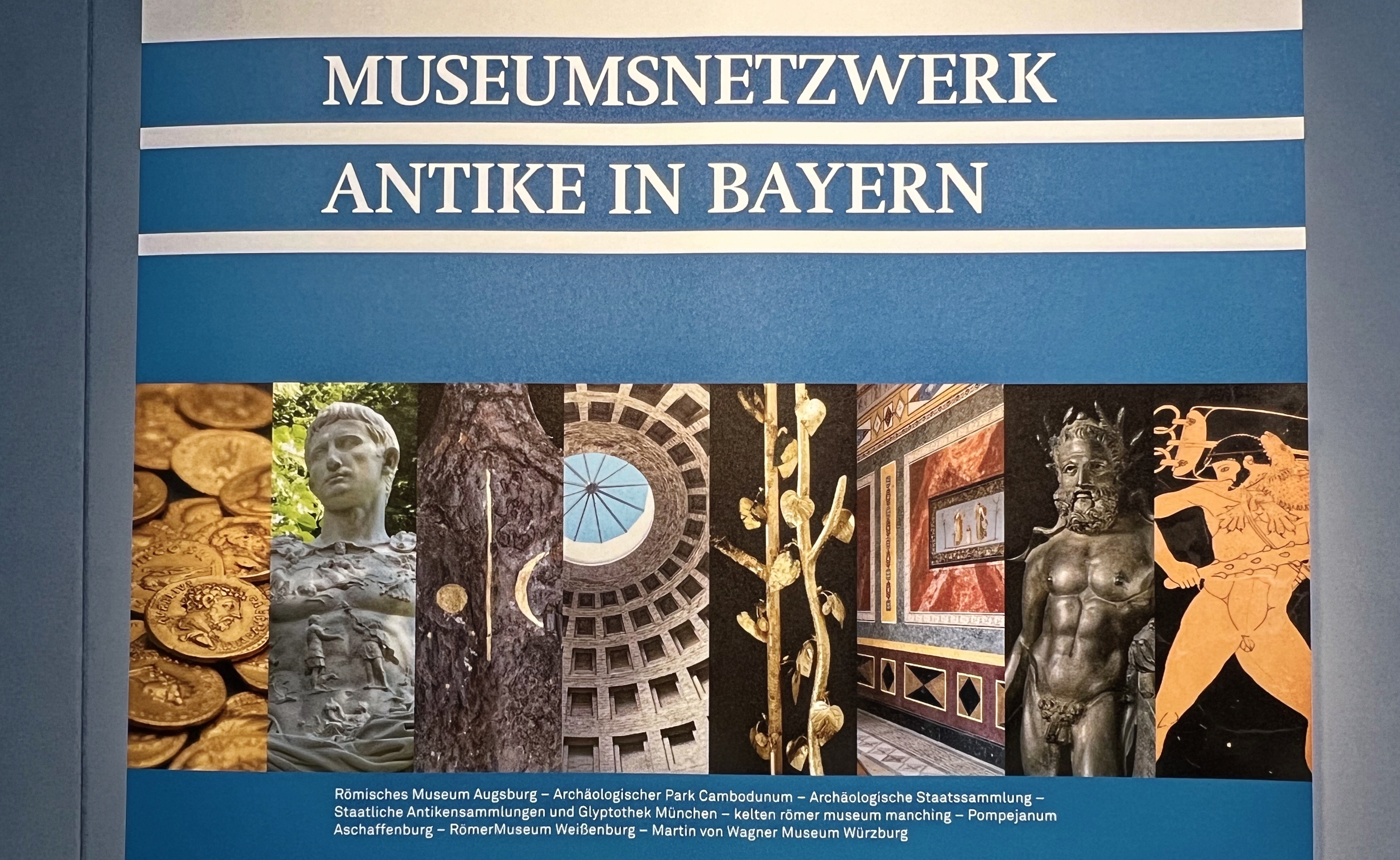
Plakat des Museumsnetzwerks

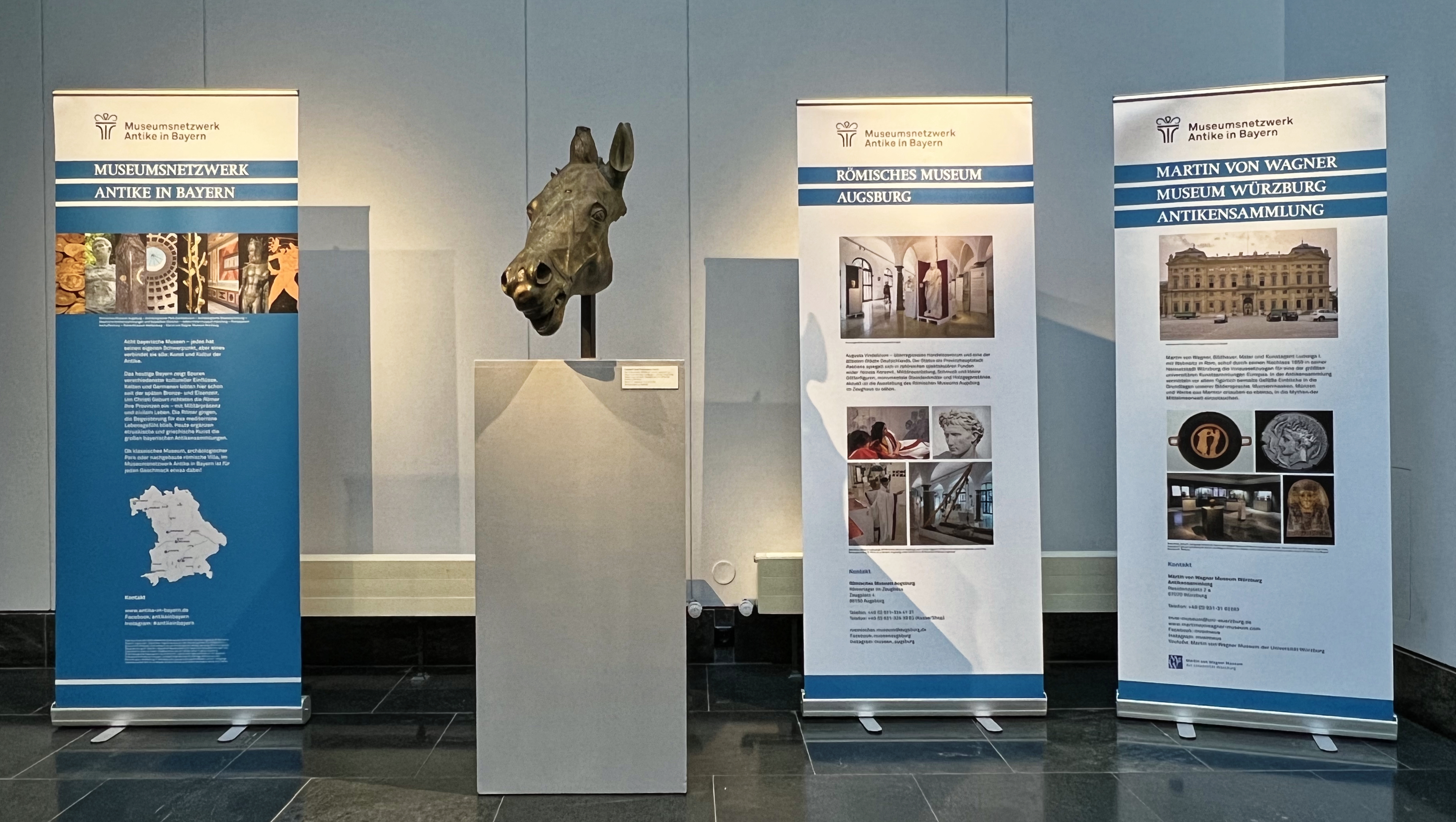
Dauer-Ausstellung zur Antike in Bayern in den Münchner Antikensammlungen

Zum Museumsnetzwerk „Antike in Bayern“ haben sich 2019 acht bedeutende bayerische Museen zusammengeschlossen. Ziel ist es, durch eine zentrale Vermarktung den Tourismus zu erleichtern und Synergien zu schaffen.
Das Museumsnetzwerk „Antike in Bayern“ ist eines von zehn Pilotprojekten des gemeinsamen Projektes Museum und Tourismus der Landesstelle für die nichtstaatlichen Museen in Bayern und von Bayern Tourismus. Mit dem Projekt Museen am Donaulimes gibt es ein zweites Projekt zur Antike in Bayern. Im Projekt sollen bayerische Antikenmuseen und archäologische Parks verzahnt werden und zusammen Mehrwerte für kulturinteressierte Urlauber und Urlauberinnen schaffen. Zentral ist dabei eine gemeinsame Webseite, die nicht nur auf die acht teilnehmenden Museen hinweist, sondern auch auf die wechselnden Sonderausstellungen, auf Vorträge, Familienevents und Kinderprogramme sowie Römerfeste. Nicht zuletzt kurzfristig entschlossene kulturinteressierte Besucher sollen so in ihrer Urlaubsplanung und der Planung von Tagesausflügen unterstützt werden. Dabei wird nicht nur die provinzialrömische Hinterlassenschaft in Bayern berücksichtigt, sondern deutlich darüber hinaus gegriffen. Im Zentrum stehen die antiken Griechen, die Etrusker, die Römer des gesamten Römischen Reiches sowie die Kelten.
Die acht Museen (Zweigmuseen eingerückt) sind:
- die Archäologische Staatssammlung in München mit ihrer prähistorischen Sammlung, zu der nicht zuletzt ein großer Bestand an provinzialrömischen Funden gehört.
  - das kelten römer museum in Manching mit den Resten des antiken keltischen Oppidum und weiteren bedeutenden Funden, wie den zwei Schiffswracks aus dem Römerkastell von Oberstimm.
  - das RömerMuseum in Weißenburg in Bayern gehört zum UNESCO-Welterbe Obergermanisch-Raetischer Limes und beherbergt unter anderem den Weißenburger Schatzfund.
- der Archäologische Park Cambodunum in Kempten mit den Resten der antiken römischen Stadt Cambodunum
- das Martin von Wagner Museum der Universität Würzburg mit seiner bedeutenden Antikensammlung mit Funden aus dem Mittelmeerraum und Vorderasien, die einen Zeitraum von 4000 Jahre menschlicher Kultur umfassen.
- das Römische Museum/Römerlager im Zeughaus in Augsburg beherbergt Funde aus der Region.
- die Staatlichen Antikensammlungen und die Glyptothek in München beherbergen am Königsplatz eine der bedeutendsten Antikensammlungen außerhalb des Mittelmeerraumes, darunter Skulpturen, Vasen, Terrakotten, Bronzen und Schmuckstücke aus der griechischen, römischen und etruskischen Zeit.
  - das Pompejanum in Aschaffenburg mit seinem unter Ludwig I. geschaffenen Nachbau eines pompejanischen Wohnhauses.